# Chlorogomphus brevistigma
Chlorogomphus brevistigma är en trollsländeart som beskrevs av Mamoru Oguma 1926. Chlorogomphus brevistigma ingår i släktet Chlorogomphus och familjen kungstrollsländor. IUCN kategoriserar arten globalt som sårbar. Inga underarter finns listade i Catalogue of Life.